# Bimaristán

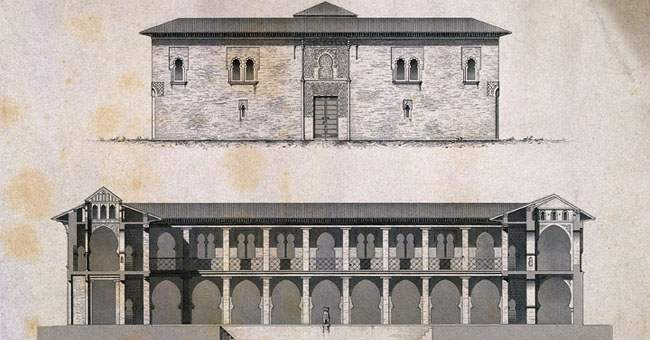
El bimaristán de Granada

Bimaristan es un término persa (بیمارستان bīmārestān) con el significado de «hospital», donde bimar- proviene del persa medio (pahlavi) vīmār o vemār, «enfermo», y -stán es el sufijo que indica lugar. En el mundo islámico medieval, la palabra «Bimaristán» denotaba un hospital donde los enfermos eran acogidos y atendidos por personal cualificado.

## Visión general
Durante la era islámica temprana, se construyeron muchos hospitales denominados «bimaristán», o «casa [o lugar] de los enfermos». La idea de un hospital como un lugar destinado al cuidado de los enfermos proviene de los primeros califas. Los primeros bimaristanes datan de la época del profeta Mahoma, y el primer servicio hospitalario islámico se llevó a cabo en el patio de la mezquita del profeta en la ciudad de Medina. Durante el Ghazwah Khandaq (la Batalla de la Trinchera), Mahoma se encontró con soldados heridos y ordenó que se montara una tienda de campaña para proporcionarles cuidados médicos.
Se suele atribuir al califa omeya Al-Walid ibn Abd al-Malik la construcción del primer bimaristán en Damasco en el año 707. El bimaristán contaba con médicos asalariados y un ambulatorio bien equipado. Trataba a los ciegos, a los leprosos y a otras personas incapacitadas, aunque se puede considerar que este bimaristán no era más que un leprosorio, ya que solamente separaba a los pacientes con lepra del resto de pacientes. El primer hospital islámico completo fue construido durante el reinado del califa Harún al-Rashid. El califa invitó al hijo del médico jefe Jabril ibn Bukhtishu a dirigir el nuevo bimaristán de Bagdad. Rápidamente obtuvo reconocimiento y condujo al desarrollo de otros hospitales en Bagdad.

### Características de los bimaristanes
Los bimaristanes eran laicos, y atendían a cualquier persona, independientemente de su raza, religión, nacionalidad o sexo. Los documentos del waqf establecieron que nadie podría ser rechazado. El objetivo final de los médicos y el resto del personal hospitalario era trabajar en equipo para contribuir al bienestar de los pacientes. Los pacientes no tenían límite de tiempo para permanecer hospitalizados, y, según los documentos del waqf, los hospitales estaban obligador a mantener ingresados a los pacientes hasta su recuperación completa. Hombres y mujeres eran atendidos en salas separadas pero igualmente equipadas, y por personal de su mismo sexo. A su vez, las salas se subdividían en unidades para pacientes con enfermedad mental, enfermedad contagiosa, enfermedad no contagiosa, cirugía, medicina y enfermedad ocular.
Cada hospital estaba provisto de auditorio, cocina, farmacia, biblioteca, mezquita y, ocasionalmente, una capilla para los pacientes cristianos. También contaban con músicos y material recreativo para animar y hacer más cómoda la vida de los pacientes.
El hospital no era solamente un sitio para atender a los pacientes, sino que también hacía de escuela de medicina para formar a los alumnos. Se impartían conocimientos de ciencia básica a través de tutores privados, autoestudio y conferencias. Los hospitales islámicos fueron los primeros que almacenaron registros escritos de los pacientes y de su tratamiento médico. El alumnado era responsable de mantener estos registros, que posteriormente serían revisados y modificados por los médicos y referenciados en tratamientos futuros.
Durante esta época, la licencia médica se convirtió en obligatoria en el Califato abasí. En 931, el califa Al-Muqtadir supo de la muerte de uno de sus súbditos debido a un error médico. Inmediatamente, ordenó a su muhtasib Sinan ibn Thabit que sometiera a los médicos a un examen y les impidiera ejercer sin haberlo aprobado. Desde entonces, los exámenes fueron obligatorios y solamente los médicos licenciados estaban habilitados para ejercer.